# أوتشي ليه هيسدين
أوتشي ليه هيسدين (بالفرنسية: Auchy-lès-Hesdin)‏ هي بلدية تقع في إقليم باد كاليه من منطقة نور با دو كاليه في شمال فرنسا. تبلغ مساحة هذه المدينة 9.61 (كم²)، وترتفع عن سطح البحر 33 م، يبلغ عدد سكانها 1714 نسمة حسب إحصاء المعهد الوطني للإحصاء والدراسات الاقتصادية سنة 2009 م. وترأس Jean-Claude Darque البلدية خلال فترة (2008-2014).